# 张铁集乡
张铁集乡是中华人民共和国河北省邯郸市大名县下辖的一个乡。

## 行政区划
张铁集乡下辖以下村级行政区划单位：
张集村、后庄村、东张村、中张村、西张村、甘露村、白果村、东小滩村、东孟村、西孟村、前官庄村、后官庄村、翟滩村、固城村、前寺村、后寺村、前劝善村、东劝善村、西劝善村、前滩村、后滩村、小固滩村、南庄村、南刘店村、贾庄村、司庄村、石庄村和北刘店村。